# Усех
Усех  (єгипет. wsḫ «широкий») — давньоєгипетське широке намисто-комір з кількома рядами намистин і іноді з фігурними зображеннями-символами по краях.

## Поява
Спочатку намистом фараон нагороджував своїх підлеглих. З періоду Середнього царства всіх стає предметом похоронного культу і доповнює антропоморфні саркофаги та мумії. У 158 промові «Книги мертвих» сказано:
«Усех із золота, покладений у день похорону на шию преображенця».
З боку спини зазвичай кріпилася противага меніт.
Богиня Баст носить усех на грудях як щит, а кішки також могли зображуватися з егісами (дав.-гр. αἰγίς дав.-гр. αἰγίς ). Тому помилково Баст вважалася символом егісу, хоча термін спочатку позначав щит грецьких богів Зевса та Афіни.

## Значення
Розглядався як символ захисту і згадувався в ритуалах відкривання вуст і оздоблення божественних статуй. У храмі Абідоса Сеті I у залі Ра-Хорахті є зображення фараона, що підносить богам намисто та пекторалі. Ймовірно, цей обряд був частиною богослужіння. Усіх також міг нагадувати Атума, який обійняв Шу і Тефнут, щоб повідомити їм свою Ка. Тому надягання усеха символічно було рівносильне дотику рук бога.
Таким чином, усех мав те ж значення, що й стерв'ятник з розкритими крилами на саркофазі Тутмоса I.
З часів Нового царства всіх з'являється і у вигляді амулетів (що сьогодні позначається грецьким поняттям егіс/егіда) з головою бога, тварини або фараона. Однак такі амулети найчастіше зображують жіночі божества. У ряді випадків зображалися божественні пари, наприклад об'єднані Онурис і Тефнут . Такі усіхи зустрічаються не тільки з муміями, але також як ланки ланцюга, кільця та сережки . Також виготовлялися невеликі амулети для мертвих
Зображення голів богів із усіхом вже зустрічалися на штандартах і форштевнях корми божественного човна, щоб оберігати культові статуї, що виносяться під час святкових процесій за межі храмів. Таким чином, егіс символізував божество, а всіх був лише прикрасою.

## Галерея

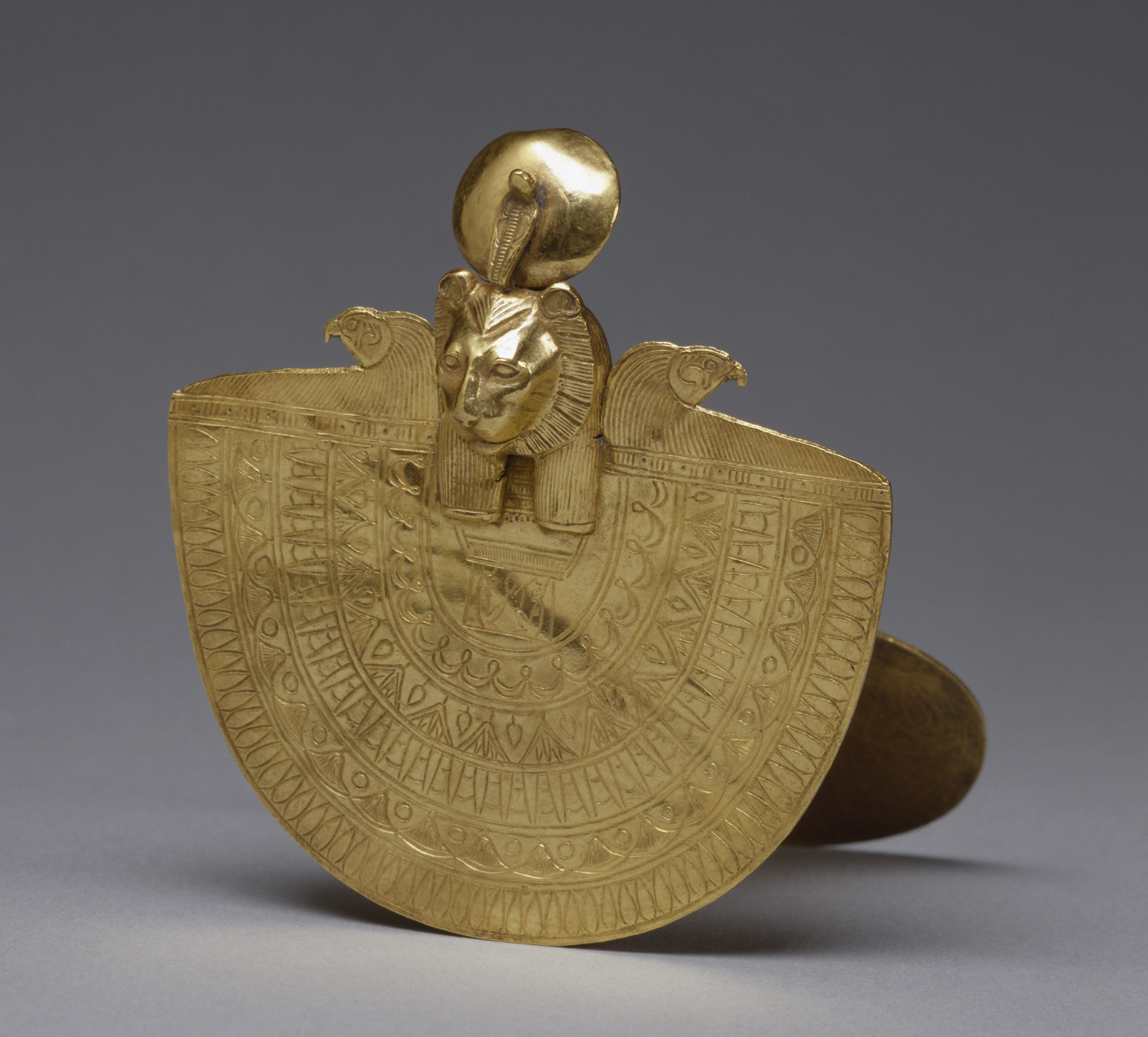
Єгипетський егіс з головою богині Сехмет (бл. 900-750 до н.е.)
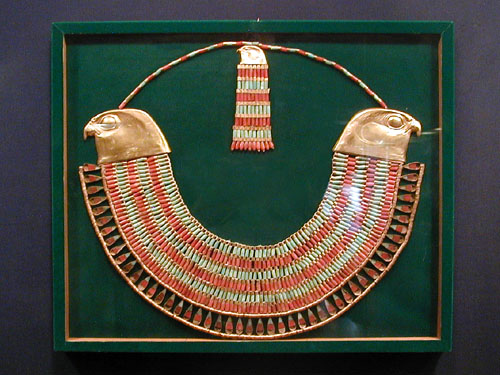
Намисто усех єгипетської принцеси Неферуптах (бл. 1860-1814 до н. е.), XII династія
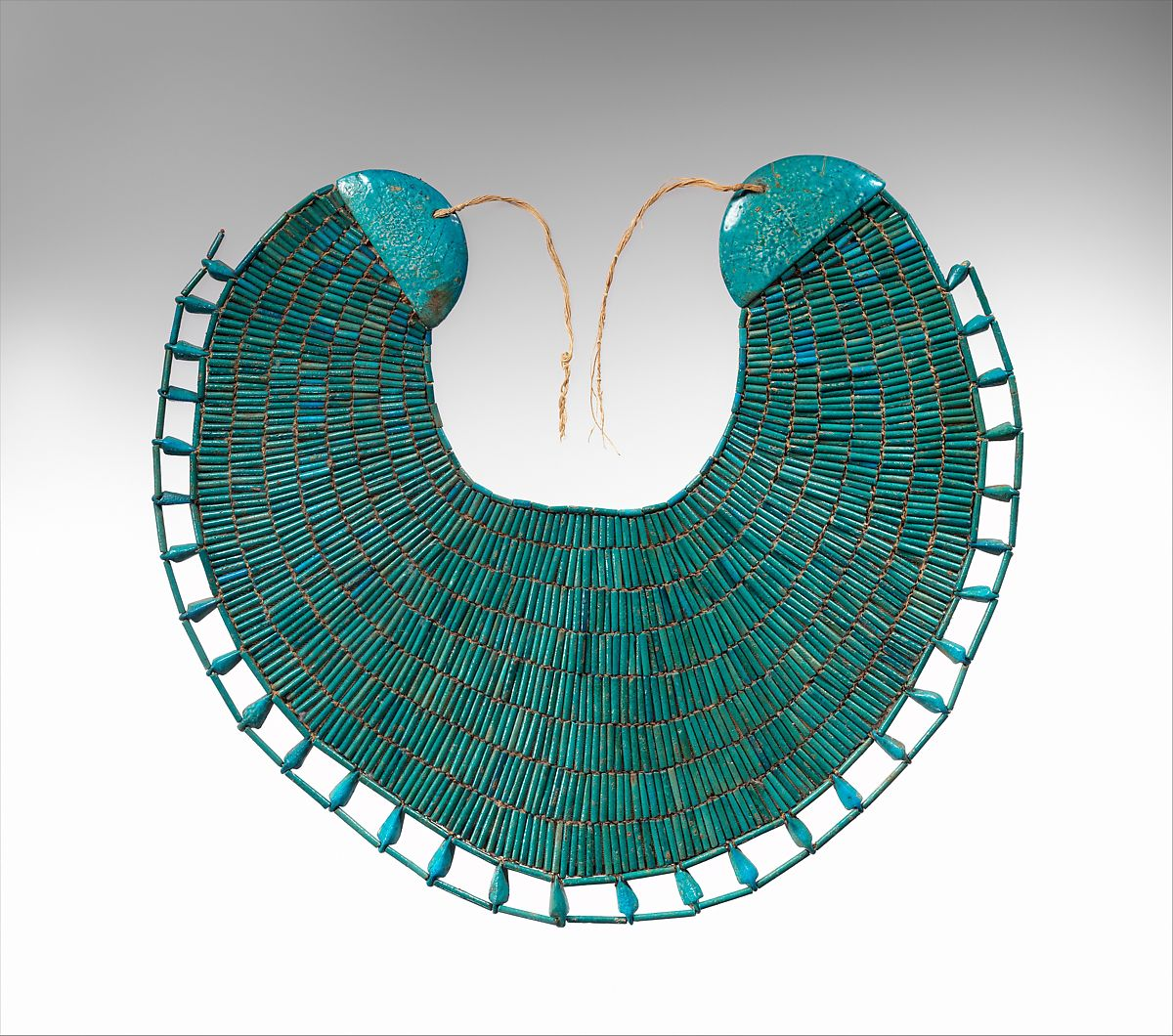
Broad Collar of Wah, 1981–1975 BC; faience, linen thread; Metropolitan Museum of Art
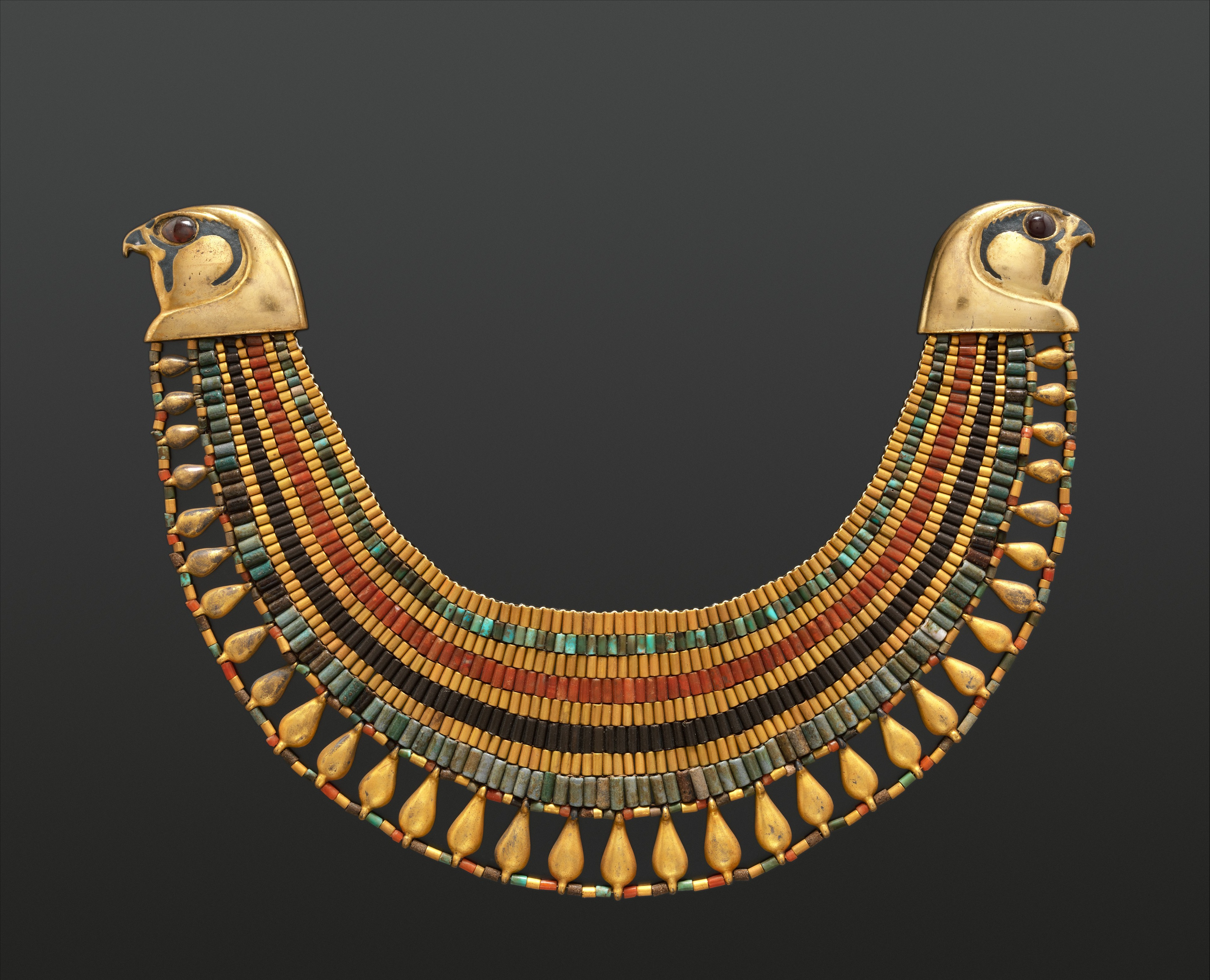
Broad collar of Senebtisi, 1850–1775 BC; faience, gold, carnelian and turquoise; Metropolitan Museum of Art
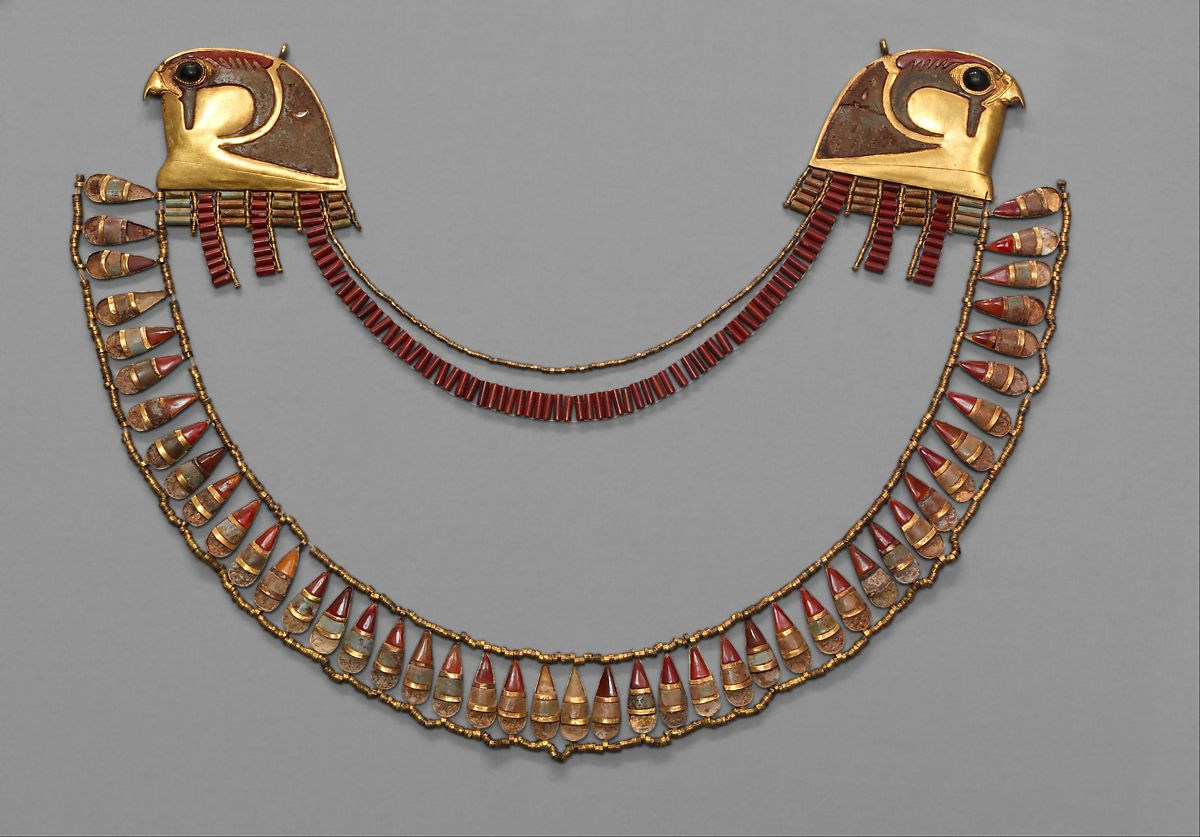
Broad Collar, 1479–1425 B.C; gold, carnelian, obsidian, glass; Metropolitan Museum of Art
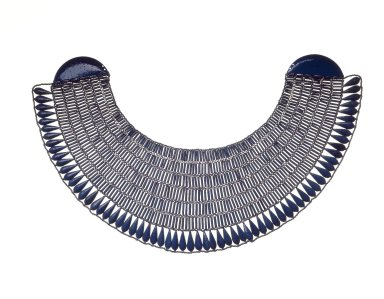
Broad Collar, ca. 1336-1327 B.C., ca. 1327-1323 B.C., or ca.1323-1295 B.C.; faience; Brooklyn Museum
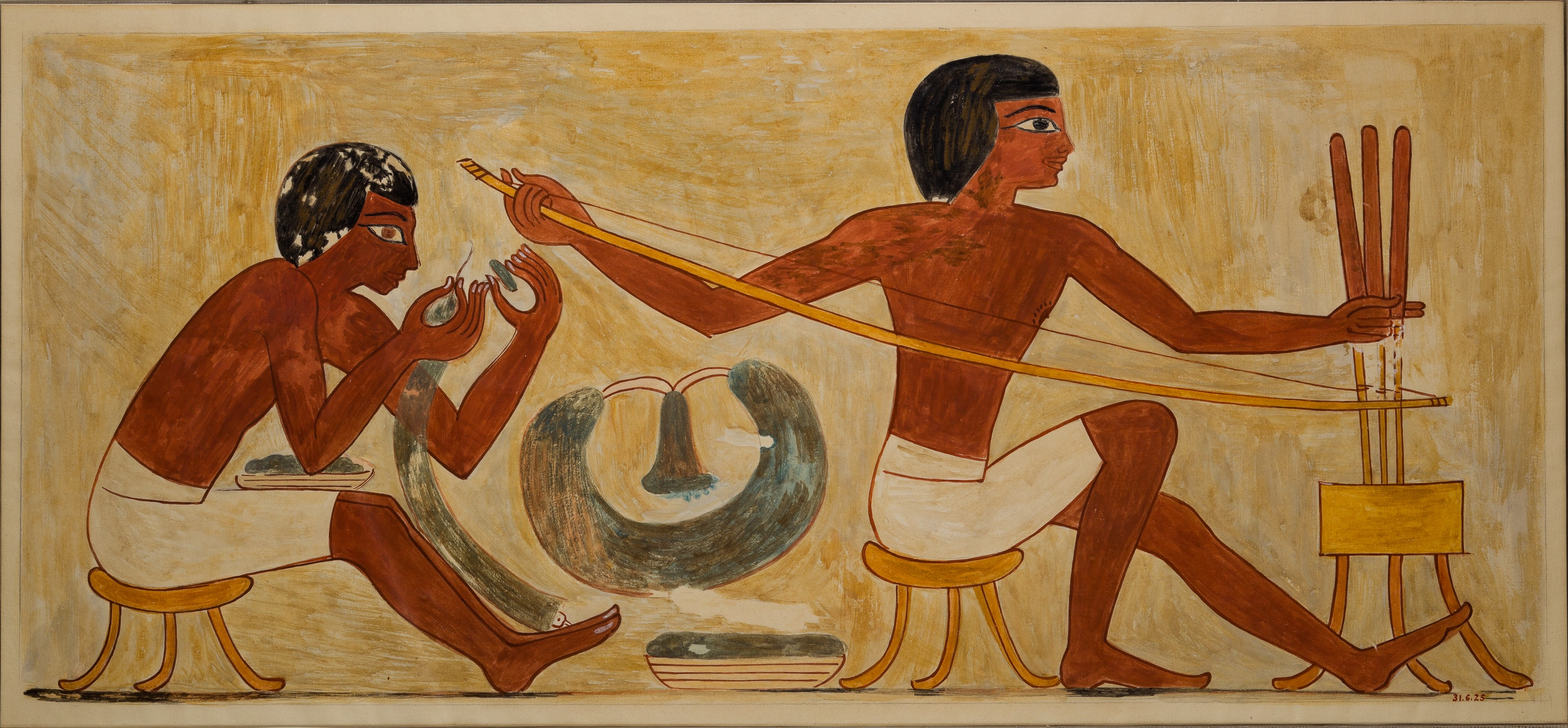
Нанизування та просвердлювання намистин. Факсиміле з гробниці Рехміра (TT 100), бл. 1504-1425 до н.е.
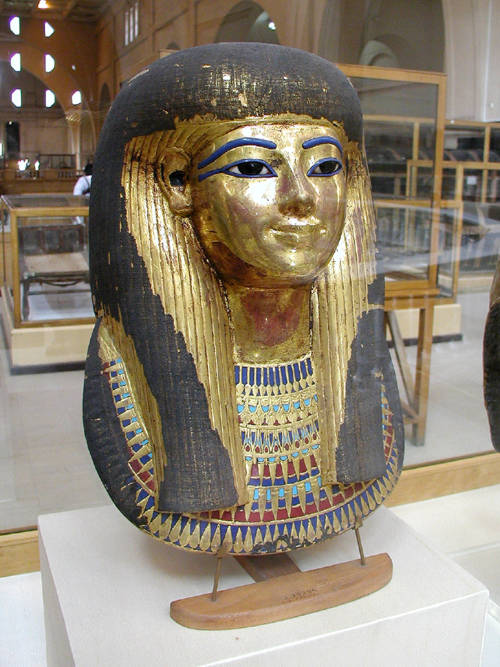
Заупокійна маска Туйї з гробниці KV44, XVIII династія (XIV століття до н.е.), Каїрський музей
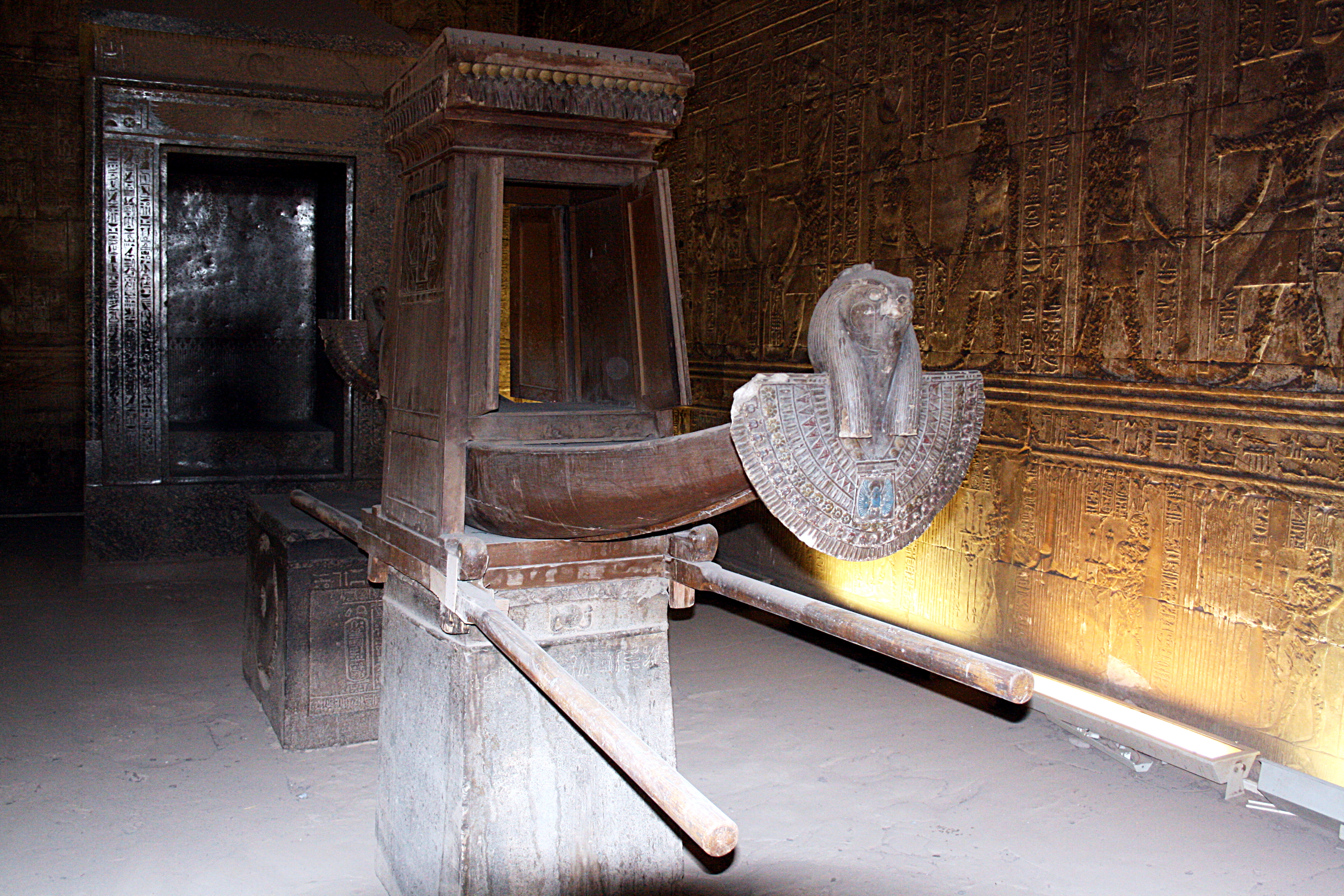
Човен з егісом у храмі Едфу
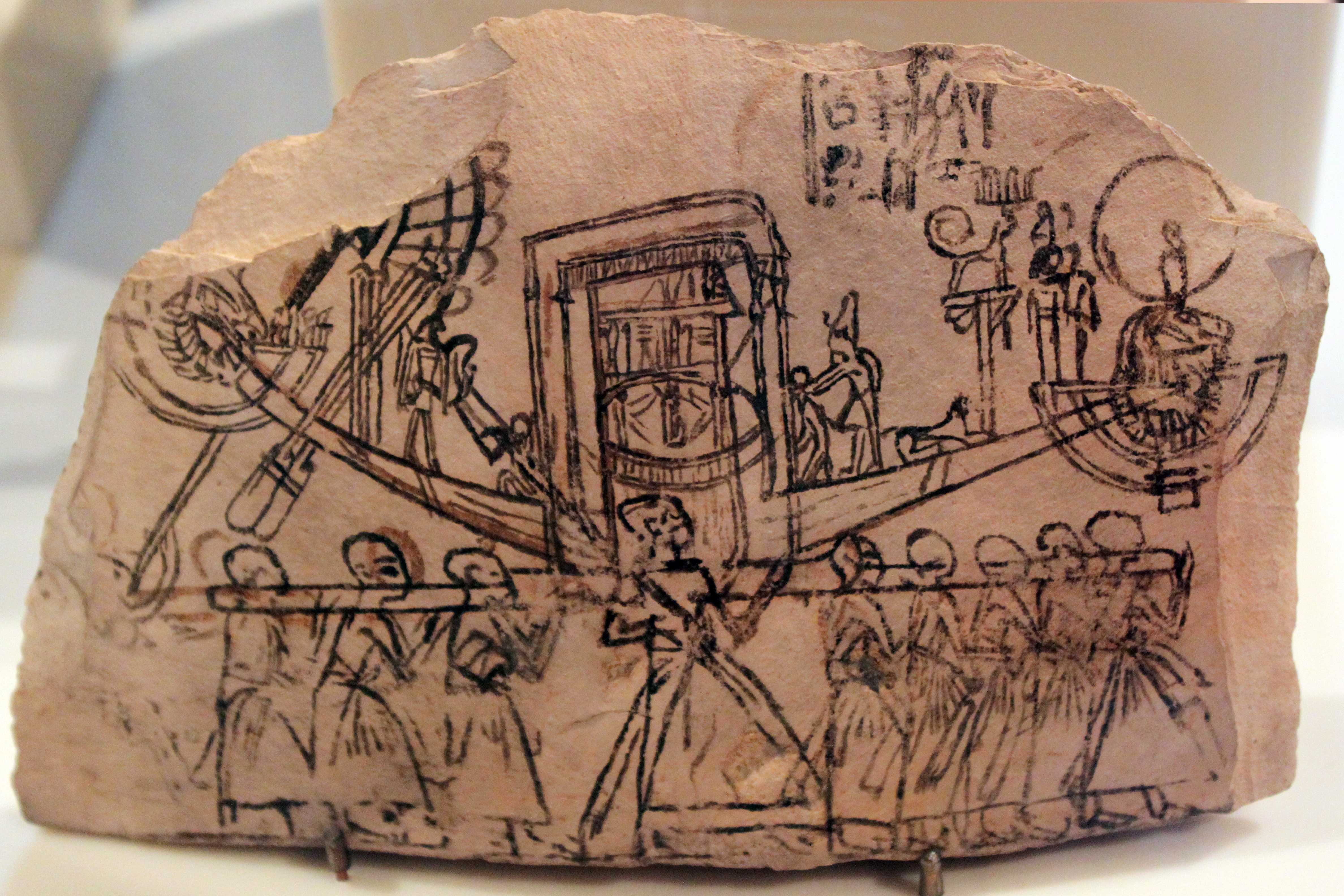
Остракон із зображенням човна та егісами на його штевнях. XIX династія (бл. 1192-1186 до н. е.). Новий музей Берліна
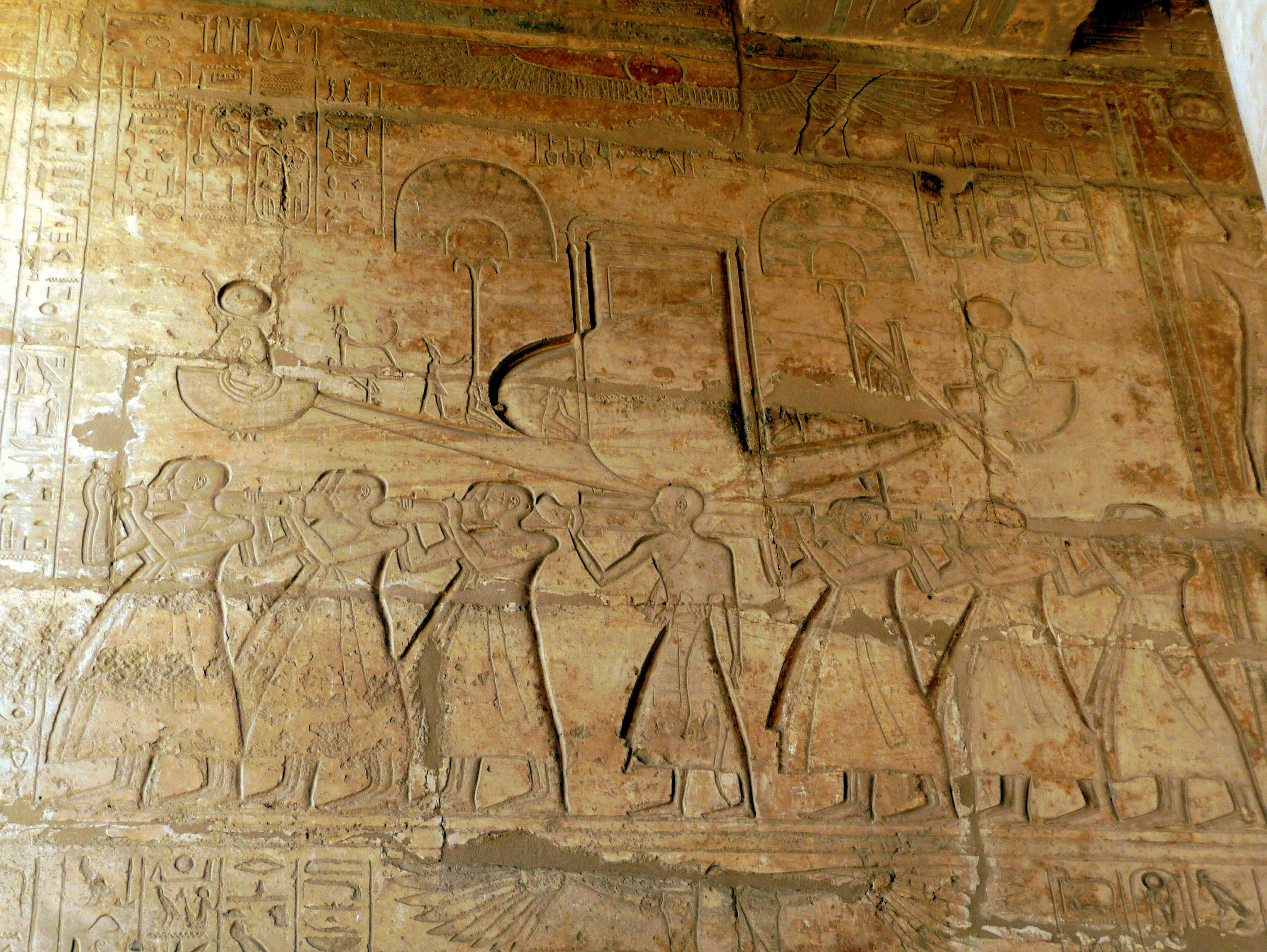
Астрономічний зал Рамессеума, Фіви. Жерці несуть барку з егісами
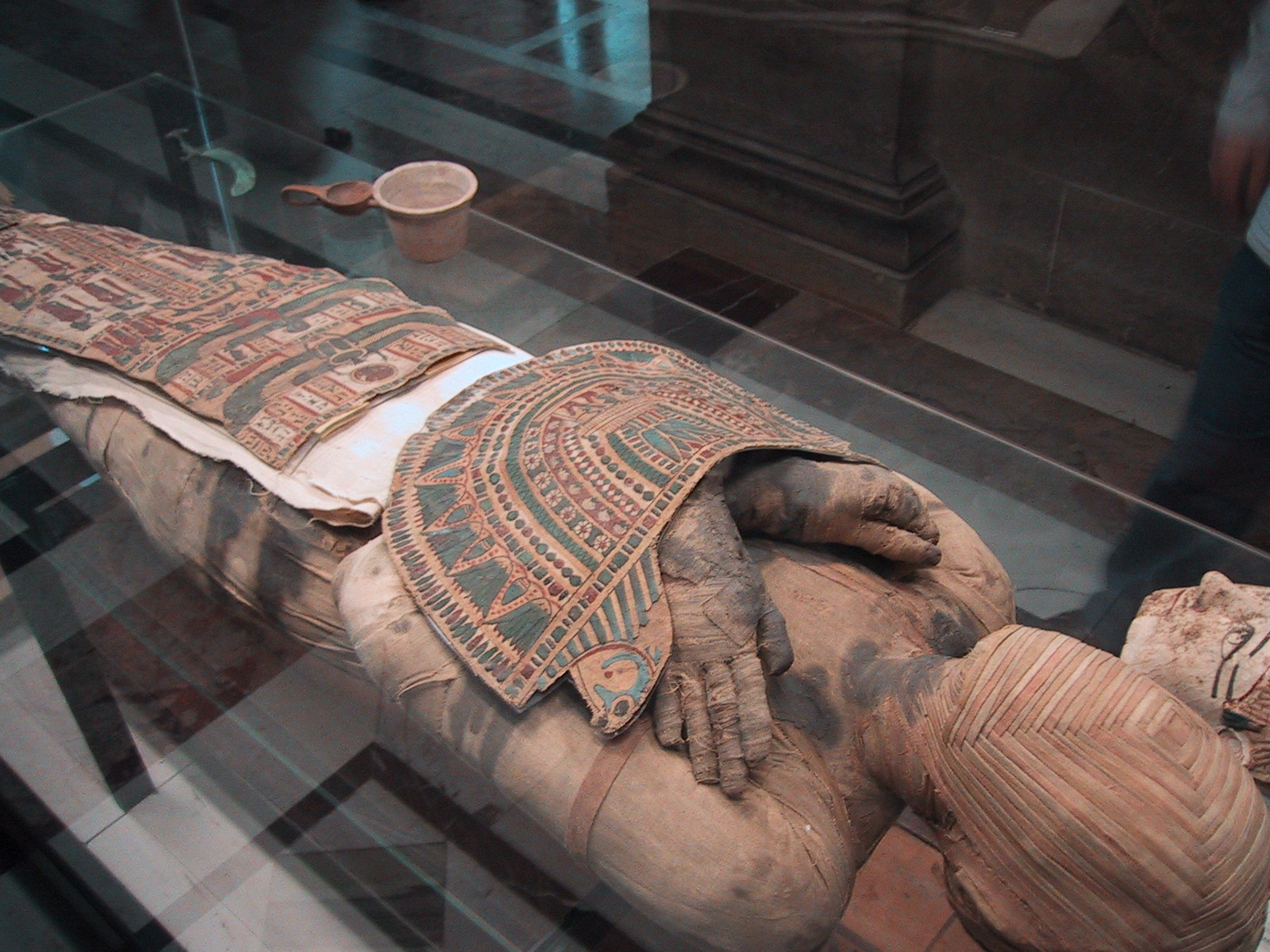
Мумія Птолеміївського періоду III-II століття до н. е., Лувр, Париж